# Adelheid von Rothenburg
Katharine Mathilde Adelheid von Rothenburg (* 4. März 1837 in Krummkavel (poln. Krężelin), Kreis Soldin; † 29. Januar 1891 in Baden-Baden) war eine deutsche Autorin.

## Leben
Katharina Mathilde Adelheid von Rothenburg war die Tochter des preußischen Majors und Gutsbesitzers Otto von Zastrow (1803–1875) und dessen Ehefrau Elisabeth Salingre (1807–1878). Ihr ältester Bruder war der spätere Generalleutnant Wilhelm von Zastrow. Sie wuchs von 1841 bis 1845 in Soldin auf.
1861 heiratete sie in Berlin ihren Vetter, Sohn der Mathilde von Zastrow und des Eduard von Rothenburg (Hauptmann an der Festung Magdeburg), den späteren preußischen Oberstleutnant a. D. Eduard Alexander von Rothenburg (* 30. Januar 1825 in Magdeburg; † 6. März 1888 in Darmstadt). Ihr Ehemann war der Neffe des Generals Karl Wilhelm Sigismund von Rothenburg und seit 1875 Ehrenritter des Johanniterordens. Das Ehepaar hatte keine eigenen Kinder und erzog anstatt die Nichte Helene von Zastrow (* 28. April 1865; † 29. April 1936), späterer Wohnsitz in Stargard und Wiesbaden.

## Werke (Auswahl)
- Katharina von Angerburg. Erzählung 1878.[5]
- Kathrine aus Angerbach. Eine Erzählung fürs Volk. Herausgegeben vom christlichen Verein im nördlichen Deutschland. Klöppel, Eisleben 1879.
- Was unsere Mutter auf Erden erlebt hat. Perthes, Gotha 1881.
- Wassermüller und Windmüller. Eine Erzählung fürs Volk. Herausgegeben vom christlichen Verein im nördlichen Deutschland. Eisleben 1882.
- Die Nähterin von Stettin. Eine Erzählung aus der Zeit der Thränen und Wunder. Perthes, Gotha 1882. 7. Auflage, Berlin 1925. (Digitalisat der 6. Auflage 1919.)
- Der Bienenkönig. Die verschwundene Kriegskasse, [u.a.]. 3 neue Novellen. Schriften-Niederlage des Evang. Vereins, Frankfurt am Main 1884.
- Hildegards Liebe. Ein Stückchen Leben [u.a.]. 3 Novellen. Schriften-Niederlage des Evang. Vereins, Frankfurt am Main 1884.
- Aus dem Tagebuche einer Haushälterin. 2. Auflage, Friedrich Andreas Perthes, Gotha 1885. (Digitalisat)
- Jenseits der Grenze. 2 Bände. Perthes, Gotha 1886.
- Aus der Tiefe. Erzählung. Perthes, Gotha 1886.
- Verworrenes Garn. Roman. Perthes, Gotha 1886. (Digitalisat der 2. Auflage 1886.)
- Echte und falsche Edelsteine. Erzählung. Evang. Schriftenverein für Baden, Karlsruhe 1887.
- Erlöst. Roman, Perthes, Gotha 1888. (Digitalisat, Anmeldung erforderlich)
- Ferenand getrü. Eine Erzählung aus dem Volke und für das Volk als letzte Gabe. Buchhandlung des Erziehungs-Vereins, Elberfeld 1891, mit Bildnis der Autorin.
- Von dem Hohensteine am Rheine. Roman aus dem sechzehnten Jahrhundert. Perthes, Gotha 1892.
- Die Techows von Groß-Beeren. Eine Erzählung aus den Befreiungskriegen. Nassauischer Colportageverein, Herborn 1892.
- Die Hochzeitsreise. Eine Erzählung. Buchhandlung des Nassauischen Colportagevereins, Herborn 1895.
- Das Käthchen von Riedbach. Eine Erzählung. Buchhandlung des Nassauischen Colportagevereins, Herborn 1895.
- Der Siegfried aus dem Blumentalwald. Erzählung für jung und alt. Buchhandlung des Erziehungsvereins, Elberfeld 1924.

## Genealogie
- Gothaisches Genealogisches Taschenbuch der Adeligen Häuser. Der in Deutschland eingeborene Adel (Uradel) 1905, 6. Jg., Justus Perthes, Gotha 5. November 1904, S. 709.